# Paragangliome

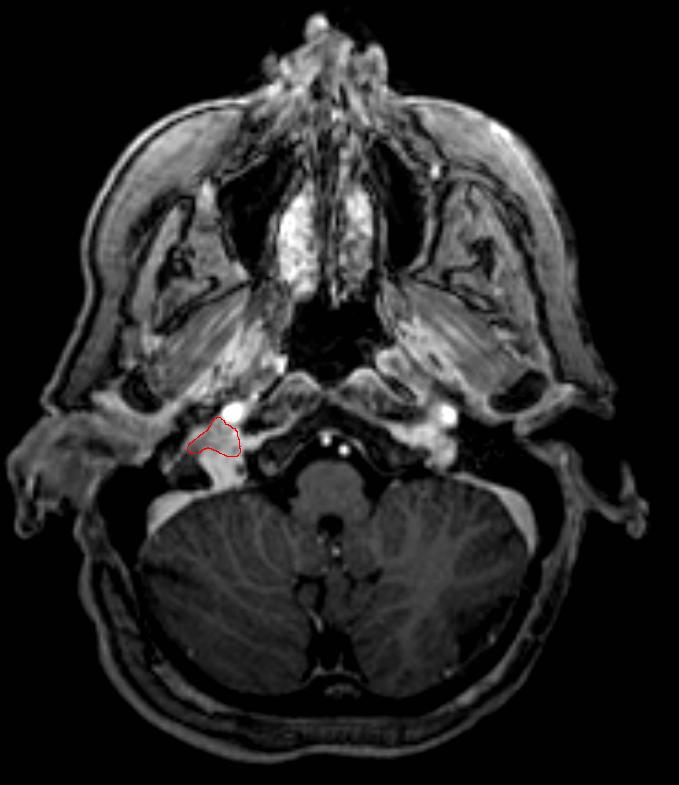
Paragangliome du glomus jugulaire

Un paragangliome est une tumeur du système endocrinien. C'est la forme extra-surrenalienne du phéochromocytome. Les causes, l'expression clinique et le traitement du paragangliome sont identiques à ceux du phéochromocytome.
La tumeur est habituellement bénigne mais peut parfois être maligne, avec formation de métastases.

## Causes
Il existe des formes familiales, avec une mutation du gène PGL. D'autres gènes peuvent être en cause.

## Symptômes
Les symptômes sont dus, d'une part, à la localisation de la tumeur (compression des structures adjacentes) et d'autre part au caractère sécrétoire de celle-ci.